# Paks

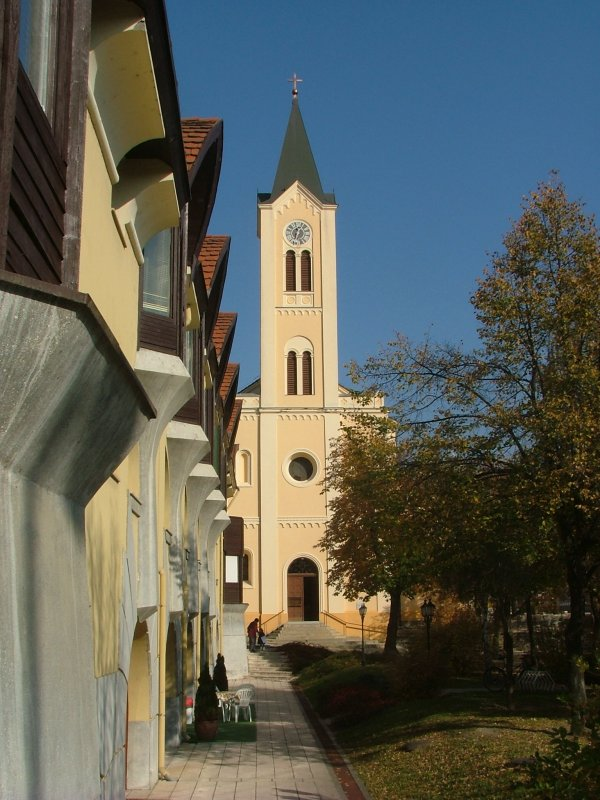
L'església del sagrat cor, a Paks

Paks és una ciutat del comtat de Tolna, a Hongria. Es troba a la riba del riu Danubi.
A Paks hi ha l'única central nuclear de tota Hongria. Aquesta central produeix al voltant del 40% de l'electricitat del país.
El Paksi ES és un club de futbol de Paks que juga a l'NB1, la primera divisió hongaresa.

## Fills il·lustres
- Alexander Reichardt (1825-1885) cantant (tenor).

## Ciutats agermanades
- Reichertshofen, Alemanya
- Gubin, Polònia
- Galanta, Eslovàquia
- Târgu Secuiesc, Romania
- Loviisa, Finlàndia